# Ніверол
Ніверол (Pyrgilauda) — рід горобцеподібних птахів родини горобцевих (Passeridae). Містить 4 види.

## Поширення
Представники роду поширені в Гімалаях, Тибеті, на заході Китаю та у Монголії.

## Види
- Ніверол монгольський (Pyrgilauda davidiana)
- Ніверол рудошиїй (Pyrgilauda ruficollis)
- Ніверол високогірний (Pyrgilauda blanfordi)
- Ніверол афганський (Pyrgilauda theresae)